# Charles Mingus with Orchestra
Charles Mingus with Orchestra ist ein Jazz-Album von Charles Mingus, das am 14. Januar 1971 in Japan entstand und auf Nippon Columbia erschien. Mingus wurde dabei von der damals in Japan populären Bigband New Herd von Toshiyuki Miyama begleitet. Der Mingus-Biograf Brian Priestley bezeichnet den Mitschnitt als „eines der Mingus-Alben, die man getrost vergessen kann.“

## Hintergrund
Kurz vor der Jahreswende 1970/71, nach einem Engagement im Londoner Ronnie Scott’s Jazz Club verließ erst der Pianist Jaki Byard die Band von Charles Mingus wegen Unterrichtsverpflichtungen in den Vereinigten Staaten; kurz darauf ersetzte Al Hicks den langjährigen Mingus-Schlagzeuger Dannie Richmond, der in der Folkrock-Jazzband Mark-Almond spielte. Im Dezember 1970 folgten Engagements der Mingus-Band in den New Yorker Clubs Slug’s und Baron’s, bevor der Bassist Anfang Januar in Quartett-Formation auf eine Japan-Tournee ging; mit Mingus spielten Eddie Preston, Bobby Jones und Al Hicks. Besucher des ersten Konzerts in der Tokyoer Sunkyo Hall erlebten am 3. Januar 1971 die Band „in einem desolaten Zustand. Mingus schien geschwächt und um Jahre gealtert. Al Hicks war in keiner Weise ein Ersatz für Dannie Richmond und Jaki Byards Fehlen war ebenfalls spürbar.“
In dieser Besetzung (jedoch ohne Hicks, den Mingus in die USA zurückschickte) war nach den sieben Konzerten eine sechsstündige Aufnahmesession für Nippon Columbia anberaumt, bei der Mingus und seine Musiker auf Toshiyuki Miyamas New Herd und japanische Solisten trafen. Für dieses Album hatte Jaki Byard die Arrangements vorbereitet; statt Hicks spielte Yoshisaburo Toyozumi den Schlagzeugpart; am Piano saß Masahiko Sato. Dieser hielt den Schlagzeuger davon ab, auf das Timing von Mingus zu hören, da es nicht „stimme“. Bobby Jones meinte später dazu: „Es war ein Desaster. Das Orchester hatte ein völlig anderes Time-Feeling, wir waren total auseinander.“

## Titelliste
- Charles Mingus: Charles Mingus with Orchestra (Nippon Columbia NCB-7008)
  1. The Man Who Never Sleeps – 16:29
  2. O.P. – 8:19
  3. Portrait – 7:28
- Alle Kompositionen stammen von Charles Mingus.
- Die Veröffentlichung der Aufnahmen als Compact Disc erfolgte 1990 (Denon DC-8565), allerdings unautorisiert.[3]

## Rezeption
Die Rezensionen des Albums fielen weitgehend negativ aus; Thom Jurek bewertete das Album in AllMusic lediglich mit drei (von fünf) Sternen und meinte, die Musik sei zwar großartig, aber nicht überaus inspiriert; es bilde noch nicht den Anfangspunkt der letzten (großartigen und kontrovers bewerteten) Phase, in der der Bassist für größere Ensembles komponierte.
Ebenfalls im AllMusic vergab Scott Yanow dem Mitschnitt einer „obskuren Session“ lediglich zwei Punkte: Toshiyuki Miyama und seine New Herd seien zwar eine ausgezeichnete Bigband, doch es passiere zu wenig, das in Erinnerung bleibe; daher sei das Album überhaupt nicht essentiell, sondern lediglich für Mingus-Komplettisten interessant.
Für die Mingus-Biografen Horst Weber und Gerd Filtgen ist das „Endergebnis […] so unerfreulich, daß man sich Details ersparen kann, es kllingt wie die Produktion eines mittelmäßigen Rundfunkorchesters, das sich ein paar Gastsolisten geholt hat. Die Platte wurde auch nur einmal aufgelegt und stellt deshalb auf ihre Weise eine Rarität dar. Unter Mingus-Fans wird sie sehr teuer gehandelt, doch sie ist ihr Geld nicht wert.“
Auch Richard Cook und Brian Morton verliehen in The Penguin Guide to Jazz dem Album lediglich zwei (von vier) Sterne; es handele sich um eine „ziemlich langweilige Platte“, eingespielt mit einer zwar wohl eingeübten, aber uninspirierten Bigband.
Tim Ryan konnte dem Album mehr abgewinnen; nach Charles Mingus’ Comeback 1970 sei es „zwar noch nicht die Rückkehr zu alter Form, aber ein guter Anfang“. Mingus selbst klinge großartig; seine Soli seien geschmeidig und flüssig, und auch wenn die Arrangements nicht gerade weltbewegend sind, nimmt es das Orchester in großen Teilen von „The Man Who Never Sleeps“ entspannt, Preston und Mingus spielen darin ein ausgedehntes nettes Duett. „Es ist kein Meisterwerk, aber With Orchestra ist sehr schön.“